# 세미 슐트
세미 슐트(네덜란드어: Sem "Semmy" Schilt, 1973년 10월 27일~)는 네덜란드의 종합격투기, 킥복싱 선수이다.

## 생애
네덜란드에서 태어났다. 그가 처음 종합격투기를 하게 된 무대는 판크라스였다. 2000년대에 들어서면서 잠시 UFC에서 활약하다가 프라이드 대회에 진출하였다. 그는 2004년 세르게이 하리토노프전에서 뼈아픈 패배를 당하고 2005년 K-1으로 본격적으로 전향하였다. K-1에 진출한 후, 피터 아츠, 최홍만, 바다 하리과의 3번의 패배 빼고는 K-1 최강의 선수들의 발목을 잡아 4번의 월드그랑프리 챔피언 타이틀과 슈퍼헤비급 챔피언 타이틀을 땄다. 그리고 한동안 무패행진을 이어가며 K-1의 절대강자로 군림하나 2008년 9월 27일 서울에서 자신에게 단 1번의 패배를 안겨준 피터 아츠와 16강 원매치에서 패해 K-1 월드그랑프리 4연패의 꿈은 무산되었다. 2008년 연말에는 부진한 성적을 거두고 있는 마이티 모와 종합룰로 2차전을 벌였다. 결국 긴 다리로 마이티 모의 팔을 꺾어 승리했다. 2009년 3월 28일에는 갑작스럽게 출전하여 무명파이터 헤스티 겔게스를 긴 리치를 이용해 판정으로 제압하였다.

### 스파링 파트너의 사망
2009년 11월 19일 몰도바 출신의 격투기 선수 비탈리 미투가 세미 슐트와 스파링 도중 니킥을 맞고 쓰러져 병원으로 이송됐지만 끝내 숨졌다. 그러나 미투의 사망 원인은 슐트의 니킥에 의한 충격이 아니라 폐부종, 급성 폐렴으로 밝혀졌다.

### 정보
키 212cm, 체중 130kg, 리치 224cm로, 거대한 체격을 가지고 있다. 별명은 하이타워, 로봇이다. K-1으로 전향하면서 최홍만, 피터 아츠, 바다 하리에게 패한 것을 제외하면 전 경기를 승리로 가져갔기 때문에 인간이 아닌 로봇이라는 별명이 붙었다. 소속 팀은 골든글로리, 정도회관이다. 대항마로 꼽혔던 선수는 바다 하리와 피터 아츠이다.

## 격투기 전적 정보

### 킥복싱 전적
- 50전 43승 6패 1무(19 KO)

| 경기일자         | 상대                | 결과   | 내용            | 대회                           |
| ---------------- | ------------------- | ------ | --------------- | ------------------------------ |
| 2012년 12월 31일 | 다니엘 기타         | 승     | 1R KO           | Dream 18 & Glory 4             |
| 2012년 12월 31일 | 구칸 사키           | 승     | 3R 판정         | Dream 18 & Glory 4             |
| 2012년 12월 31일 | 리코 버호벤         | 승     | 2R 판정         | Dream 18 & Glory 4             |
| 2012년 12월 31일 | 브라이스 기돈       | 승     | 2R KO           | Dream 18 & Glory 4             |
| 2012년 5월 27일  | 에롤 짐머맨         | 승     | 3R 판정         | United Glory World Series 2012 |
| 2012년 3월 24일  | 브라이스 기돈       | 승     | 3R 판정         | United Glory World Series 2012 |
| 2010년 12월 11일 | 피터 아츠           | 패     | 3R 판정         | K-1 월드 GP 2010 final         |
| 2010년 12월 11일 | 후지모토 쿄타로     | 승     | 3R 판정         | K-1 월드 GP 2010 final         |
| 2010년 10월 2일  | 헤스디 겔게스       | 승     | 3R 판정         | K-1 월드 GP 2010 final 16      |
| 2010년 4월 3일   | 에롤 짐머맨         | 승     | 3R 판정         | K-1 월드 GP 2010 in yokohama   |
| 2009년 12월 5일  | 바다 하리           | 승     | 1R 1분 48초 KO  | K-1 월드 GP 2009 final         |
| 2009년 12월 5일  | 레미 본야스키       | 승     | 1R 2분 38초 KO  | K-1 월드 GP 2009 final         |
| 2009년 12월 5일  | 제롬 르 밴너        | 승     | 1R 1분 27초 KO  | K-1 월드 GP 2009 final         |
| 2009년 10월 17일 | 알렉세이 이그나쇼프 | 승     | 3R 판정         | Glory 'A decade of fights'     |
| 2009년 9월 26일  | 다니엘 기타         | 승     | 3R 판정         | K-1 월드 GP 2009 final 16      |
| 2009년 5월 16일  | 바다 하리           | 패     | 1R 45초 TKO     | It's showtime                  |
| 2009년 3월 28일  | 헤스디 겔게스       | 승     | 3R 판정         | K-1 월드 GP 2009 in yokohama   |
| 2008년 9월 27일  | 피터 아츠           | 패     | 3R 판정         | K-1 월드 GP 2008 final 16      |
| 2008년 6월 29일  | 제롬 르 밴너        | 승     | 3R 판정         | K-1 월드 GP 2008 in fukuoka    |
| 2008년 4월 13일  | 마크 헌트           | 승     | 1R 3분 6초 KO   | K-1 월드 GP 2008 in yokohama   |
| 2007년 12월 8일  | 피터 아츠           | 승     | 1R 1분 49초 KO  | K-1 월드 GP 2007 final         |
| 2007년 12월 8일  | 제롬 르 밴너        | 승     | 2R 1분 2초 TKO  | K-1 월드 GP 2007 final         |
| 2007년 12월 8일  | 글라우베 페이토자   | 승     | 3R 판정         | K-1 월드 GP 2007 final         |
| 2007년 9월 29일  | 폴 슬로윈스키       | 승     | 1R 2분 26초 KO  | K-1 월드 GP 2007 final 16      |
| 2007년 6월 23일  | 시알라모 실리가     | 승     | 3R 판정         | K-1 월드 GP 2007 in amsterdam  |
| 2007년 3월 4일   | 레이 세포           | 승     | 2R 26초 KO      | K-1 월드 GP 2007 in yokohama   |
| 2006년 12월 31일 | 피터 그레이엄       | 승     | 5R 판정         | K-1 다이너마이트 2006          |
| 2006년 12월 2일  | 피터 아츠           | 승     | 3R 판정         | K-1 월드 GP 2006 final         |
| 2006년 12월 2일  | 어네스트 후스트     | 승     | 3R 판정         | K-1 월드 GP 2006 final         |
| 2006년 12월 2일  | 제롬 르 밴너        | 승     | 3R 판정         | K-1 월드 GP 2006 final         |
| 2006년 9월 30일  | 비욘 브레기         | 승     | 1R 2분 21초 KO  | K-1 월드 GP 2006 final 16      |
| 2006년 6월 3일   | 최홍만              | 패     | 3R 판정         | K-1 월드 GP 2006 in seoul      |
| 2006년 5월 13일  | 로이드 반담         | 승     | 3R 판정         | K-1 월드 GP 2006 in amsterdam  |
| 2006년 4월 29일  | 모리 아키오         | 승     | 3R 판정         | K-1 월드 GP 2006 in las vegas  |
| 2006년 3월 5일   | 피터 아츠           | 패     | 3R 판정         | K-1 월드 GP 2006 in Auckland   |
| 2005년 12월 31일 | 어네스트 후스트     | 승     | 2R 41초 TKO     | K-1 다이너마이트 2005          |
| 2005년 11월 19일 | 글라우베 페이토자   | 승     | 1R 48초 KO      | K-1 월드 GP 2005 final         |
| 2005년 11월 19일 | 레미 본야스키       | 승     | 1R 2분 8초 KO   | K-1 월드 GP 2005 final         |
| 2005년 11월 19일 | 레이 세포           | 승     | 3R 판정         | K-1 월드 GP 2005 final         |
| 2005년 9월 23일  | 글라우베 페이토자   | 승     | 3R 판정         | K-1 월드 GP 2005 final 16      |
| 2005년 5월 27일  | 나오폴 아이언렉     | 승     | 2R 2분 37초 KO  | K-1 월드 GP 2005 in paris      |
| 2005년 5월 27일  | 프레디 케마요       | 승     | 3R 1분 19초 TKO | K-1 월드 GP 2005 in paris      |
| 2005년 5월 27일  | 피터 본드라첵       | 승     | 2R 2분 42초 KO  | K-1 월드 GP 2005 in paris      |
| 2005년 3월 19일  | 몬타나 실바         | 승     | 1R 1분 22초 KO  | K-1 월드 GP 2005 in seoul      |
| 2004년 11월 6일  | 얀 노르키아         | 승     | 2R 57초 KO      | titans 1st                     |
| 2004년 5월 20일  | 알렉세이 이그나쇼프 | 패     | 1R 1분 20초 KO  | It's show time                 |
| 2003년 7월 13일  | 레미 본야스키       | 승     | 5R 판정         | K-1 월드 GP 2003 in fukuoka    |
| 2002년 10월 5일  | 마이클 맥도날드     | 승     | 5R 판정         | K-1 월드 GP 2002 final 16      |
| 2002년 8월 28일  | 어네스트 후스트     | 무승부 | 5R 판정         | K-1 다이너마이트 2002          |
| 2002년 4월 21일  | 모리 아키오         | 승     | 5R 판정         | K-1 burning GP 2002            |

### 종합 격투 전적
- 41전 26승 14패 1무(14 KO)

| 경기일자         | 상대                       | 결과   | 내용                           | 대회                                          |
| ---------------- | -------------------------- | ------ | ------------------------------ | --------------------------------------------- |
| 2008년 12월 31일 | 마이티 모                  | 승     | 1R 5분 31초 트라이앵글 초크    | K-1 다이너마이트 2008                         |
| 2008년 1월 12일  | 구엘미노 난도르            | 승     | 1R KO                          | LOTR - Schilt vs Guelmino                     |
| 2006년 8월 5일   | 김민수                     | 승     | 1R 4분 46초 트라이앵글 초크    | K-1 Hero's 6                                  |
| 2004년 6월 20일  | 세르게이 하리토노프        | 패     | 1R 9분 19초 KO                 | Pride - Critical Countdown 2004               |
| 2004년 4월 25일  | 겐 맥기                    | 승     | 1R 5분 2초 암바                | Pride - Total Elimination 2004                |
| 2003년 12월 31일 | 조쉬 바넷                  | 패     | 3R 4분 48초 암바               | Inoki-Bom-Ba-Ye 2003 - Inoki Festival         |
| 2002년 11월 24일 | 안토니오 호드리고 노게이라 | 패     | 1R 6분 36초 트라이앵글 초크    | Pride 23 - Championship Chaos 2               |
| 2002년 6월 23일  | 표도르 에멜리아넨코        | 패     | 3R 판정                        | Pride 21 - Demolition                         |
| 2001년 12월 23일 | 타카야마 요시히로          | 승     | 1R 3분 9초 KO                  | Pride 18 - Cole Fury 2                        |
| 2001년 11월 3일  | 사다케 마사아키            | 승     | 1R 2분 18초 KO                 | Pride 17 - Championship chaos                 |
| 2001년 9월 24일  | 쇼지 아키라                | 승     | 1R 8분 19초                    | Pride 16 - Beasts From The East               |
| 2001년 6월 29일  | 조쉬 바넷                  | 패     | 1R 4분 21초 암바               | Ufc 32 - Showdown in the Meadowlands          |
| 2001년 5월 4일   | 피테 윌리엄스              | 승     | 2R 1분 28초 KO                 | Ufc 31 - Locked & Loaded                      |
| 2001년 3월 18일  | 알렉세이 메드페데프        | 무승부 | 2R 판정                        | 2H2H 2 - Simply the Best                      |
| 2000년 10월 22일 | 밥 슈라이버                | 승     | 2R 초크                        | It's showtime - Excusive                      |
| 2000년 9월 24일  | 시부야 오사미              | 승     | 1R 8분 55초                    | Pancrase - 2000 Anniversary show              |
| 2000년 6월 4일   | 야마모토 요시히사          | 승     | 1R 2분 54초 KO                 | Rings Holland - Di Cago Di Tutti Capi         |
| 2000년 4월 30일  | 타카하시 요시키            | 패     | 1R 7분 30초 KO                 | Pancrase - Trans 3                            |
| 1999년 11월 28일 | 콘도 유키                  | 승     | 1R 2분 28초 리어 네이키드 초크 | Pancrase - Breakthrough 10                    |
| 1999년 9월 18일  | 미노와맨                   | 승     | 1R 판정                        | Pancrase - 1999 Anniversary Show              |
| 1999년 9월 4일   | 이나가키 카츠오미          | 승     | 1R 8분 23초 서브미션           | Pancrase - Breakthough 8                      |
| 1999년 7월 6일   | 시부야 오사미              | 승     | 1R 12분 6초 서브미션           | Pancrase - Breakthough 7                      |
| 1999년 6월 20일  | 길버트 이벨                | 패     | 2R 4분 45초 KO                 | Ring Holland - The kings of the Magic Ring    |
| 1999년 4월 18일  | 콘도 유키                  | 패     | 1R 판정                        | Pancrase - Breakthough 4                      |
| 1999년 3월 9일   | 이토 타카후미              | 승     | 1R 1분 45초 초크               | Pancrase - Breakthough 3                      |
| 1998년 9월 14일  | 후나키 마사카츠            | 승     | 1R 7분 13초 KO                 | Pancrase - 1998 Anniversary Show              |
| 1998년 6월 21일  | 가이 메즈거                | 승     | 1R 13분 15초 KO                | Pancrase - Advance 8                          |
| 1998년 5월 12일  | 타카하시 요시키            | 승     | 1R 13분 15초 KO                | Pancrase - Advance 6                          |
| 1998년 4월 26일  | 제이슨 갓세이              | 승     | 1R 1분 47초 KO                 | Pancrase - Advance 5                          |
| 1998년 3월 18일  | 후나키 마사카츠            | 패     | 1R 판정                        | Pancrase - Advance 4                          |
| 1998년 2월 6일   | 하세가와 사토시            | 패     | 1R 3분 56초 서브미션           | Pancrase - Advance 2                          |
| 1998년 1월 16일  | 스즈키 미노루              | 승     | 1R 9분 52초 KO                 | Pancrase - Advance 1                          |
| 1997년 6월 30일  | 콘도 유키                  | 패     | 1R 판정                        | Pancrase - Alive 7                            |
| 1997년 5월 24일  | 후케 타카쿠                | 승     | 1R 8분 59초 서브미션           | Pancrase - Alive 5                            |
| 1997년 3월 22일  | 타카하시 요시키            | 승     | 1R 7분 KO                      | Pancrase - Alive 3                            |
| 1997년 2월 22일  | 후나키 마사카츠            | 패     | 1R 5분 47초 토홀드             | Pancrase - Alive 2                            |
| 1997년 1월 17일  | 가이 메즈거                | 패     | 1R 판정                        | Pancrase - Alive 1                            |
| 1996년 12월 15일 | 시부야 오사미              | 승     | 1R 판정                        | Pancrase - Truth 10                           |
| 1996년 10월 8일  | 야나기사와 류시            | 패     | 1R 51초 서브미션               | Pancrase - Truth 7                            |
| 1996년 7월 22일  | 콘도 유키                  | 패     | 1R 판정                        | Pancrase - 1996 Neo-blood Tournament, Round 1 |
| 1996년 5월 16일  | 야마다 마나부              | 승     | 1R 5분 44초 리어 네이키드 초크 | Pancrase - Truth 5                            |

### 타이틀
- 네덜란드 USA 오야마 카라테 오픈 토너먼트 우승（1994년）
- 전구 도하라 가라테 오픈 토너먼트 우승（1994년）
- 전영 극진 가라테 오픈 토너먼트 우승（1994년）
- 모스크 와플 콩쿠르 가라테 오픈 토너먼트 우승（1994년）
- 오픈 극진 무도회 대회 우승（1995년）
- 오픈 토너먼트 북두기 가라테 무차별 선수권 대회 우승（1996년）
- 오픈 토너먼트 북두기 가라테 무차별 선수권 대회 우승（1997년）
- 1999 유럽 가라테 챔피언
- 2005 K-1 WGP 파리 챔피언
- 2005 K-1 WGP 챔피언
- 2006 K-1 WGP 챔피언
- 2007 K-1 초대 슈퍼헤비급 챔피언(2007년 6월 23일 ~ )
- 2007 K-1 WGP 챔피언
- 2009 K-1 WGP 챔피언

## 출연작
- 트랜스포터 3 - 라스트 미션(2008)